# ¿Dónde jugarán las niñas? (desde el palacio de los deportes)
¿Dónde Jugarán Las Niñas? (Desde El Palacio De Los Deportes) es el tercer álbum en vivo de la banda de rock Molotov lanzado al mercado el 14 de junio de 2019. fue grabada el 1 de septiembre del 2017, en dónde la banda cantaba en las canciones de primer álbum ¿Dónde jugarán las niñas?, e incluye algunas otras canciones de sus anteriores álbumes.
De este álbum, se desprenden algunos sencillos como: «Gimme Tha Power», «Frijolero», «Puto» y «Rastaman-Dita» entre otros.

## Lista de canciones
| N.º | Título                                                                             | Escritor(es) | Duración |  |
| 1.  | «Que No Te Haga Bobo Jacobo (Desde El Palacio De Los Deportes)»                    |              | 4:08     |  |
| 2.  | «Molotov Cocktail Party (Desde El Palacio De Los Deportes)»                        |              | 3:55     |  |
| 3.  | «Voto Latino (Desde El Palacio De Los Deportes)»                                   |              | 2:55     |  |
| 4.  | «Chinga Tu Madre (Desde El Palacio De Los Deportes)»                               |              | 4:20     |  |
| 5.  | «Gimme Tha Power (Desde El Palacio De Los Deportes)»                               |              | 5:16     |  |
| 6.  | «Mátate Teté (Desde El Palacio De Los Deportes)»                                   |              | 5:31     |  |
| 7.  | «Más Vale Cholo (Desde El Palacio De Los Deportes)»                                |              | 6:10     |  |
| 8.  | «Use It Or Lose It (Desde El Palacio De Los Deportes)»                             |              | 4:32     |  |
| 9.  | «Puto (Desde El Palacio De Los Deportes)»                                          |              | 2:24     |  |
| 10. | «¿Por qué no te haces para allá?.. Al más allá (Desde El Palacio De Los Deportes)» |              | 5:35     |  |
| 11. | «Cerdo (Desde El Palacio De Los Deportes)»                                         |              | 3:32     |  |
| 12. | «Quítate Que Ma'sturbas (Perra Arrabalera) (Desde El Palacio De Los Deportes)»     |              | 4:37     |  |
| 13. | «Apocalypshit (Desde El Palacio De Los Deportes)»                                  |              | 4:47     |  |
| 14. | «Frijolero (Desde El Palacio De Los Deportes)»                                     |              | 4:16     |  |
| 15. | «Rap Soda Y Bohemia (Desde El Palacio De Los Deportes)»                            |              | 4:22     |  |
| 16. | «Rastaman-Dita (Desde El Palacio De Los Deportes)»                                 |              | 4:47     |  |